# Кілвіннінг
Кілві́ннінг (англ. Kilwinning, шотл. Kilwinnin, шотл. гел. Cill Fhinnean) — місто на заході Шотландії, в області Північний Ейршир.
Населення міста становить 16 470 осіб (2006).